# Loạn Bát vương
Loạn Bát vương (Bát vương chi loạn; chữ Hán: 八王之亂) là loạn do 8 vị vương họ Tư Mã thuộc hoàng tộc nhà Tây Tấn gây ra từ năm 291 tới năm 306, thời Tấn Huệ Đế (Tư Mã Trung). Loạn Bát vương làm nhà Tây Tấn suy yếu trầm trọng và khởi nguồn cho sự làm loạn của các tộc người "Hồ" tại Trung Nguyên mà sử gọi là Ngũ Hồ Thập lục quốc, dẫn đến việc làm mất nhà Tây Tấn.
Cuộc chiến giữa các vương nhà Tấn diễn ra cả trong cung đình lẫn ngoài chiến trường, mỗi lúc một tàn khốc hơn. Mặc dù sử sách chỉ gọi là loạn tám vương nhưng trên thực tế số lượng các vương, công trong tôn thất nhà Tấn tham gia cuộc chiến nhiều hơn con số 8. Ngoài ra, số đông các tướng sĩ trong triều đình dưới quyền các vương cũng tham chiến.

## Cuộc chiến trong cung đình

### Hoàng đế ngây ngô
Tấn Vũ Đế sau khi đánh chiếm Đông Ngô, thống nhất Trung Quốc có ý hưởng lạc. Việc triều chính dựa vào hai đại thần Giả Sung và Vệ Quán là hai người từng theo giúp Tư Mã Chiêu cuối thời Tào Nguỵ trước kia. Sau khi Dương Chỉ, em họ của Dương hậu quá cố, được lập làm hoàng hậu, Vũ Đế cất nhắc cha Dương Chỉ là Dương Tuấn làm đại thần.
Tấn Vũ Đế có con cả Tư Mã Trung vốn là người đần độn. Vũ Đế muốn chọn con gái Vệ Quán cho Trung nhưng lại nghe Dương hậu khuyên nên lấy con gái Giả Sung là Giả Nam Phong làm con dâu. Trước khi lấy Giả thị, Trung đã sinh được con trai là Tư Mã Duật, con cung nhân Tạ thị.
Vũ Đế sắp qua đời, lo lắng vì thái tử Trung đần độn. Vệ Quán từng khuyên thay thái tử nhưng Vũ Đế không nghe vì thấy cháu là Duật có tư chất thông minh, hy vọng cháu có thể giúp được con.
Năm 290, Tấn Vũ Đế mất, Tư Mã Trung lên thay, tức Tấn Huệ Đế, Giả thị được làm hoàng hậu. Dương Tuấn, cha của Dương thái hậu (Dương Chỉ), tức là ông ngoại chú của Huệ Đế, làm phụ chính. Huệ Đế lúc đó đã 32 tuổi nhưng vẫn ngờ nghệch. Sử chép lại một số câu chuyện về hoàng đế ngây ngô này. Khi nghe ếch kêu, Huệ Đế hỏi thị thần:
Ếch nó kêu vì việc công hay vì việc tư đấy?
Lúc nghe tin dân bị đói, đến gạo cũng không còn để ăn, Huệ Đế lại buột miệng hỏi:
Dân không có gạo ăn, sao không ăn thịt?

### Tư Mã Vĩ, Tư Mã Lượng
Giả hậu hơn Huệ Đế 2 tuổi, thấy vua ngây ngô, muốn đoạt quyền. Nhân các vương họ Tư Mã bất bình vì ngoại thích Dương Tuấn nắm quyền, Giả hậu bèn cùng Đông An công Tư Mã Do và Nhữ Nam vương Tư Mã Lượng (con thứ tư của Tư Mã Ý, vào hàng chú Tấn Vũ đế, ông Tấn Huệ Đế) bàn mưu kết tội Dương Tuấn chuyên quyền.
Năm 292, Do và Lượng làm binh biến bắt giết cả nhà Dương Tuấn. Dương thái hậu là con Tuấn cũng bị kết tội, bị phế. Vợ Dương Tuấn, mẹ Dương thái hậu là Bàng thị cũng bị hành hình, dù Dương thái hậu nhẫn nhục viết thư xưng làm thần dân để mẹ được tha cũng không kết quả. Sau đó chính Dương thái hậu cũng bị kết tội chết. Huệ đế ngơ ngác ngồi nhìn toàn bộ họ ngoại của mình bị vợ tàn sát.
Giết được Dương Tuấn, Tư Mã Lượng và Tư Mã Do cầm quyền trong triều. Dần dần hai người sinh mâu thuẫn. Lượng sai người gièm pha Do với Giả hậu, Giả hậu bèn cách chức Do. Lượng tiến cử Sở vương Tư Mã Vĩ (con thứ năm của Tấn Vũ Đế, tức là em Huệ đế) cùng lão thần Vệ Quán thay chức của Do.
Sau một thời gian, chính Vĩ lại lấn át quyền của Lượng. Lượng tức giận bàn mưu với Vệ Quán trừ Vĩ, nhưng việc bại lộ. Vĩ nói vu với Giả hậu rằng Quán và Lượng mưu phế Giả hậu. Giả hậu tức giận bèn sai Vĩ vây bắt, giết chết cả nhà Vệ Quán và Tư Mã Lượng.
Sau Giả hậu mới biết Lượng bị vu cáo, lại thấy Vĩ chuyên quyền nên ghét Vĩ, lại thương Lượng và Vệ Quán bị oan. Nghe lời Trương Hoa, Huệ Đế và Giả hậu sai tướng Vương Cung phục binh bắt giết Vĩ tại triều.

### Phế Thái tửTư Mã Duật
Giả Hậu dâm tà, thường bắt con trai ngoài Kinh thành vào cung để tư thông, việc đồn cả ra ngoài nhưng Huệ Đế không hay biết.
Giả Hậu không có con mà Thái tử Duật, con Tạ thị, đã lớn, lại đã sinh được 3 người con trai. Mẹ Giả Hậu, vợ Giả Sung là Quách Hòe khuyên Giả Hậu nuôi Duật làm con để giữ ngôi, nhưng Giả Hậu không nghe. Quách Hòe lại khuyên Giả Hậu lấy con gái lớn của Tư đồ Vương Diễn cho Thái tử Duật để lấy lòng, nhưng Giả hậu lại lấy cô chị xinh đẹp cho em mình Giả Thụy, lấy cô em Vương Huệ Phong xấu xí cho Thái tử Duật. Thái tử biết chuyện nên căm ghét Giả Hậu.
Năm 300, Giả Thụy xui Giả Hậu hại Thái tử bằng cách sai người dụ uống rượu say rồi lừa viết bức thư phản nghịch. Giả Hậu mang thư cho Huệ Đế xem để có cớ bỏ Thái tử. Vua nghe theo, bèn phế Tư Mã Duật, sai mang ra thành Kim Dung an trí, bất chấp lời can ngăn. Mẹ Thái tử là Tạ Phi cũng bị tống giam và tra tấn tới chết.

## Tư Mã Luân cướp ngôi
Các đại thần Sĩ Ỷ và Tư Mã Nhã muốn phục ngôi Thái tử, bèn nhờ cậy Triệu Vương Tư Mã Luân. Luân là con thứ 9 Tư Mã Ý, so với Huệ Đế vào hàng ông, với Tư Mã Duật vào hàng cụ. Nhưng Luân lại là kẻ gian hùng, sợ Thái tử Duật là người thông minh, sau khi được phục ngôi thì khó chế ngự. Cho nên nghe theo lời mưu sĩ Tôn Tú, Luân phao tin rằng triều thần muốn phục ngôi Thái tử để phế Giả Hậu.
Giả Hậu sợ hãi, quyết giết Tư Mã Duật để tuyệt lòng mong đợi của triều thần, bèn sai người hạ sát Thái tử Duật ở nơi giam cầm. Lúc đó Tư Mã Luân mới ra mặt, lấy cớ trị tội Giả Hậu để khởi binh.
Luân hợp sức với Tề Vương Tư Mã Quýnh, cháu Vũ Đế. Quýnh là con Tư Mã Du – em ruột Vũ Đế, được nối cha làm Tề Vương. Hai người phao tin Đông An Vương Tư Mã Do bị cách chức trước kia oán hận làm phản nên cầm quân đi dẹp, rồi cùng nhau mang quân vào cung bắt sống Giả Hậu, giết hết phe cánh. Giả Hậu đến lượt bị giam ở thành Kim Dung. Huệ Đế theo lời Tôn Tú, lập con gái đại thần Dương Lục là Dương thị làm Hoàng hậu. Sau đó Tư Mã Luân sai người đến thành Kim Dung giết Giả Hậu. Huệ Đế phong con cả Thái tử Duật là Hoài Lâm Vương Tư Mã Tân làm Hoàng thái tôn.
Hoài Nam Vương Tư Mã Doãn bị Luân tranh quyền trong triều, mang quân đánh Luân trong cung, cuối cùng bị Luân giết chết.
Năm 301, Tư Mã Luân theo kế Tôn Tú, phế truất Tấn Huệ Đế giành ngôi, an trí Huệ Đế ra thành Kim Dung. Tề Vương Tư Mã Quýnh vốn có công cùng Luân phế Giả Hậu chỉ được ban chức nhỏ, có ý oán hận, nhân dịp Luân cướp ngôi, bèn sai người cầm hịch triệu tập một loạt vương thất tham chiến để trừ bỏ Luân. Từ lúc đó Loạn bát vương không còn là cuộc đấu riêng lẻ của từng cặp vương thất trong cung đình mà mở rộng với phạm vi to lớn.

## Chiến trường lan rộng

### Hợp binh đánh Tân Hoàng Đế Tư Mã Luân
Tư Mã Quýnh phát hịch triệu tập Hà Gian vương Tư Mã Ngung, Thành Đô vương Tư Mã Dĩnh, Thường Sơn vương Tư Mã Nghệ, Tân Dã công Tư Mã Hâm cùng đánh Tư Mã Luân cướp ngôi.
Tháng 4 năm 301, Tề vương Tư Mã Quýnh hợp binh với các vương công, được hơn 50 vạn người, thanh thế rất lớn. Tư Mã Luân có hơn 20 vạn quân, chia đường chống lại nhưng không nổi. Quân của Luân nhanh chóng tan rã thua trận. Tề vương Quýnh cùng các vương công tiến vào kinh, bắt Luân và phe cánh Tôn Tú rồi sai người tới thành Kim Dung rước Huệ Đế về cung, lập lại làm vua. Tư Mã Luân cướp ngôi chỉ được 3 tháng, đến lượt bị giam ở thành Kim Dung, sau đó bị buộc tự vẫn.
Các vương có công phục ngôi đều được thăng chức, Thường Sơn vương Nghệ được đổi làm Trường Sa vương. Thái tôn Tư Mã Tân chết, Huệ Đế lập người con khác là Tư Mã Đàm làm Thái tử.
Tư Mã Quýnh một mình cầm quyền, lại có ý chuyên quyền lấn vua, rồi chơi bời không lo chính sự. Tư Mã Ngung, Tư Mã Dĩnh đều ghen tức có ý trừ đi. Nghe lời mưu sĩ, Tư Mã Ngung gian hùng viết thư sai Tư Mã Nghệ đánh Quýnh, để mượn tay Quýnh giết Nghệ, lúc đó sẽ có cớ cùng Dĩnh hợp binh đánh Quýnh, rồi phế Huệ Đế mà dựng Dĩnh làm vua.

### Tam vương hỗn chiến
Nhưng Tư Mã Nghệ không phải là người tầm thường. Tháng 12 năm 302, Nghệ tự tay cầm quân giết được Tư Mã Quýnh và nắm quyền trong triều. Ông tỏ ra là người trung thành với hoàng đế và có khả năng chính trị, nhà Tấn dần có hi vọng.
Ngung và Dĩnh thấy mưu sự bất thành vì quyền lại rơi vào tay Tư Mã Nghệ, có ý tức giận. Năm 303, hai người bèn ra ngoài hợp binh làm phản, kéo về đánh Kinh thành để giết Nghệ và phế Huệ Đế. Hai bên đánh nhau ác liệt, giằng co nhiều trận. Sau cùng Nghệ yếu thế, bị tướng của Ngung là Trương Phương vây hãm. Theo kế Tổ Địch, Nghệ sai người mang thư tới Thứ sử Ung Châu Lưu Trầm, sai Trầm đánh vào Trường An là sào huyệt của Hà Gian vương Ngung.
Giữa lúc Trương Phương vây đánh lâu ngày núng thế không hạ được, định rút lui thì trong Kinh thành có biến. Đông Hải Vương Tư Mã Việt đố kỵ Tư Mã Nghệ, nói loan lên rằng Ngung và Dĩnh đánh thành không phải vì muốn hại Huệ Đế mà vì muốn giết Nghệ. Do đó trong thành theo lời Việt, bắt trói Nghệ. Huệ Đế bất lực không cứu được trung thần. Nghệ bị mang về giam ở thành Kim Dung rồi bị Trương Phương giết. Các quan ra ngoài, thấy quân vây thành của Trương Phương yếu ớt không đáng sợ, mới ân hận vì đã nghe lời Việt mà hại Nghệ. Từ đó Tư Mã Việt lại nắm quyền trong triều.
Thứ sử Ung Châu là Lưu Trầm theo lệnh Huệ Đế mang quân đánh Trường An bị thua trận, bị quân Tư Mã Ngung bắt được và bị giết.
Ngung và Dĩnh mang quân vào kinh, ép Huệ Đế phế bỏ Dương Hậu và Thái tử Đàm, lập Dĩnh làm Hoàng thái đệ. Dĩnh được làm Thái đệ sinh kiêu căng. Tư Mã Việt tức giận mang quân đánh Dĩnh. Dĩnh thua chạy về Nghiệp Thành. Việt phục ngôi cho Dương Hậu và Thái tử.
Việt nhân đà thắng trận phát hịch đi các trấn triệu tập, lại mang Huệ Đế thân chinh cùng đánh Nghiệp Thành để tận diệt Dĩnh.Việt chủ quan, tưởng quân Dĩnh tan rã, bị Dĩnh đánh úp, thua chạy, trốn về đất phong là quận Đông Hải. Huệ Đế bị Tư Mã Dĩnh bắt được, cầm giữ ở Nghiệp Thành, tướng Trần Mạch chạy về Lạc Dương phò Thái tử Đàm. Tình hình vô cùng hỗn loạn.

### Châm lửa cho loạn Ngũ Hồ
Việt thua trận, bèn mời Đô đốc U châu Vương Tuấn và Thứ sử Kinh châu Tư Mã Đằng mang quân đánh Tư Mã Dĩnh. Tuấn vốn có hiềm khích với Dĩnh nên sai người liên hợp với các bộ tộc Ô Hoàn, Tiên Ty cùng đánh Dĩnh. Dĩnh bí thế, bèn triệu tướng Hung Nô là Lưu Uyên tới giúp sức, phong Uyên làm Bắc Thiền vu.
Khi nội bộ mâu thuẫn, Dĩnh giết Đông An vương Tư Mã Do. Anh Do là Lang Nha vương Tư Mã Tuấn sợ liên lụy, bèn cùng văn thần Vương Đạo bỏ trốn về quận Lang Nha. Sau này Tuấn trở thành người lập ra nhà Đông Tấn và Vương Đạo là đại thần Đông Tấn.
Không ngờ Lưu Uyên được chức tự ý phát triển lực lượng riêng, được 20 vạn quân. Năm 304, Uyên tự xưng vương, lập ra nước Hán. Dĩnh bị Vương Tuấn và Tư Mã Đằng vây ngặt, bèn phá vây chạy về Lạc Dương. Dĩnh lại bỏ Dương Hậu và Thái tử, tự xưng Hoàng thái đệ như trước. Vương Tuấn tiến vào chiếm giữ Nghiệp Thành.
Hà Gian vương Ngung ở Trường An, nghe tin Huệ Đế về Lạc Dương, bèn sai bộ tướng Trương Phương mang quân vào Lạc Dương lấy danh nghĩa cứu giá. Phương thấy Lạc Dương bị tàn phá, không đủ lương, bèn ép mang Vua về theo Tư Mã Ngung ở Trường An. Kho tàng châu báu từ thời Tào Ngụy (Tam Quốc) tới đó bị quân Phương tranh cướp lấy hết.
Tháng 11 năm 304, Huệ Đế tới Trường An, quyền thế lọt vào tay Tư Mã Ngung và Trương Phương. Tháng 12, Ngung lấy chiếu vua phế ngôi Hoàng thái đệ của Dĩnh, lập Dự Chương vương Tư Mã Xí làm Hoàng thái đệ.
Lưu Uyên lấy danh nghĩa giúp Tư Mã Dĩnh đánh nhau với Vương Tuấn - người mang danh nghĩa giúp Tư Mã Việt, nhưng cả hai chỉ lo tranh giành đất đai phía bắc, không ngó tới tình hình ở Trường An.

### Ngung - Việt giao phong
Tư Mã Việt thấy Ngung chuyên quyền, liền hợp binh với Đông Bình Vương Tư Mã Lâm, Phạm Dương Vương Tư Mã Hổ đánh Ngung.
Trong khi đó, phe Tư Mã Dĩnh thấy Dĩnh bị truất ngôi Hoàng thái đệ, bộ tướng Công Sư Phiên cũng khởi binh làm loạn. Tư Mã Việt sai Tuân Hi đi đánh không dẹp được. Cùng lúc đó, Việt lôi kéo được Lưu Dư, lại muốn tận dụng binh lực của Thứ sử Dự châu Lưu Kiều nhưng Kiều không nghe lệnh, chống lại Việt và theo phe Ngung.
Tình hình thêm rối ren, Triều đình Trường An không thể khống chế được, Tư Mã Ngung đành dùng lệnh Huệ Đế phục chức cho Tư Mã Dĩnh ở Nghiệp Thành để đốc việc quân Hà Bắc. Từ bấy giờ hình thành 2 tuyến: Tư Mã Ngung – Tư Mã Dĩnh có Lưu Kiều giúp; Tư Mã Việt – Tư Mã Hổ có Lưu Dư giúp. Việt đóng ở Tiêu Viện, chia quân cho Hổ và Dư đóng ở Hứa Xương.
Tháng 12 năm 305, Tư Mã Dĩnh nhân Lạc Dương bỏ trống, bèn từ Nghiệp Thành vào chiếm Lạc Dương. Trong khi đó, Tư Mã Ngung sai bộ tướng Trương Phương hợp binh với Lưu Kiều đánh Hứa Xương. Tư Mã Hổ và Lưu Dư thua chạy, hợp với tướng Lưu Côn về nương náu Thứ sử Ký Châu Ôn Tiễn.
Lưu Côn lại sai người liên minh với Thứ sử U Châu Vương Tuấn, sai Tuấn đánh phe Ngung-Dĩnh. Tuấn trước giao phong với Lưu Uyên, nay mang quân đánh Vinh Dương, giết bộ tướng của Dĩnh là Thạch Siêu rồi tiến đánh Lạc Dương. Tư Mã Dĩnh thất thế bỏ thành Lạc Dương chạy về Trường An với Ngung.
Tư Mã Việt thấy phe mình thắng thế, bèn tiến binh giết được con Lưu Kiều (phe Ngung) là Lưu Hựu. Kiều thua chạy về Trường An. Quân Ngung thua bại không còn đủ sức chống cự. Việt ra điều kiện với Ngung phải trả lại Huệ Đế về Lạc Dương mới bãi binh. Ngung đang bại trận, muốn nghe theo nhưng sợ bộ tướng Trương Phương hung hãn, bèn lập mưu ám sát Phương, nộp đầu cho Việt.
Tháng 6 năm 306, Việt sai Kỳ Hoằng tới Trường An lấy Huệ Đế khỏi tay Ngung, mang về Lạc Dương, phục ngôi cho Dương Hậu.

### Hết thời oanh liệt
Trong khi Huệ Đế rời Trường An thì Tư Mã Dĩnh đang đi (từ Lạc Dương) chưa tới Trường An. Một số bộ tướng cũ của Dĩnh muốn dựng Dĩnh làm vua nhưng bị Tư Mã Hổ dẹp tan. Dĩnh chỉ còn trơ trọi ở Tân Hội.
Tháng 9 năm 306, Phạm Dương Vương Hổ chết. Bộ tướng Lưu Dư sợ Dĩnh gây hậu họa, bèn sai người đánh thuốc độc giết chết Dĩnh.
Tháng 11 năm 306, Tư Mã Việt đầu độc giết Huệ Đế, lập Hoàng thái đệ Tư Mã Xí – con thứ 25 Tấn Vũ Đế, em út Huệ Đế - lên ngôi, tức là Tấn Hoài Đế.
Lại sợ Ngung sinh biến, Việt dùng lệnh Hoài Đế hạ chiếu mời Ngung về triều làm Tư đồ. Ngung nghe lệnh rời Trường An về triều. Nam Dương Vương Tư Mã Mô ở Hứa Xương có thù với Ngung, sợ Ngung có quyền trong triều sẽ hại mình, bèn mang quân đón đường giết chết Ngung. Vì Ngung có nhiều tội nên Triều đình cũng không bắt tội Mô giết Ngung.
Sau các biến cố liên tiếp, mấy vương đồng loạt rời khỏi chính trường. Tư Mã Việt trở thành người nắm chính trường, làm chức Thái phó điều hành triều đình. Loạn bát vương chấm dứt.

## Hậu quả cuộc chiến
Loạn bát vương chấm dứt nhưng chính quyền nhà Tấn đã rất suy yếu. Vua Hán Triệu tộc Hung Nô là Lưu Uyên tận dụng cuộc hỗn chiến của họ Tư Mã để khuếch trương thế lực, công khai chống nhà Tấn mà nhà Tấn không đủ sức dẹp. Bộ tướng của Tư Mã Dĩnh là Công Sư Phiên lại khởi binh báo thù cho chủ. Phiên chết, bộ tướng Ngập Tân và Thạch Lặc vẫn không chịu bãi binh, mang quân đánh chiếm Nghiệp Thành, giết Tân Thái vương Tư Mã Đằng. Tư Mã Việt sai Tuân Hi mang quân đánh chiếm lại được Nghiệp Thành. Thạch Lặc thua chạy về hàng Lưu Uyên. Năm 310, Uyên chết, con là Lưu Thông lên thay.
Quân Hán Triệu mạnh lên, đánh chiếm các quận huyện nhà Tấn. Lý Hùng, người tộc Tung hay Đê ở Thục kế tục Lý Đặc cũng lập ra nước Thành, li khai nhà Tấn.
Trong triều Tấn tiếp tục lục đục. Hoài đế ghét Tư Mã Việt chuyên quyền, bèn sai Tuân Hi đánh Việt. Hi oán Việt dời chức của mình, bèn bắt giết phe cánh của Việt. Việt không làm gì được, già yếu thành bệnh rồi chết (tháng 4 năm 311). Tư đồ Vương Diễn mang xác Việt ra ngoài chôn cất, bị tướng của Lưu Thông là Thạch Lặc chặn đánh, giết chết mấy vạn quân Tấn. Thạch Lặc bắt được Vương Diễn và quan tài Tư Mã Việt. Lặc giết Diễn rồi băm xác Việt.
Không lâu sau, Hán Vương Lưu Thông sai Thạch Lặc, Lưu Địch, Hô Diên Yến mang quân đánh Lạc Dương, hạ được thành, bắt Tấn Hoài Đế, giết hơn 3 vạn quân Tấn. Lạc Dương thất thủ bắt đầu sự sụp đổ của nhà Tây Tấn.

## Các vương tham chiến
1. Sở vương Tư Mã Vĩ (司馬瑋; con thứ 5 Tấn Vũ Đế)
2. Nhữ Nam vương Tư Mã Lượng (司馬亮; con thứ 4 Tư Mã Ý, vào hàng chú Tấn Vũ Đế, ông Tấn Huệ Đế)
3. Triệu vương Tư Mã Luân (司馬倫; con thứ 9 Tư Mã Ý, em Tư Mã Lượng, chú Tấn Vũ Đế, ông Tấn Huệ Đế), từng tự xưng làm hoàng đế trong 3 tháng năm 301
4. Tề vương Tư Mã Quýnh (司馬冏; con Tư Mã Du - em Tấn Vũ Đế. Du từng được Tư Mã Chiêu cho làm con nuôi Tư Mã Sư)
5. Thường Sơn vương (sau là Trường Sa vương) Tư Mã Nghệ (司馬乂; con thứ 9 Tấn Vũ Đế)
6. Thành Đô vương Tư Mã Dĩnh (司馬穎; con thứ 16 Tấn Vũ Đế)
7. Hà Gian vương Tư Mã Ngung (司馬顒; cháu nội Tư Mã Phu - em trai Tư Mã Ý)
8. Đông Hải vương Tư Mã Việt (司馬越; cháu nội của Tư Mã Quỳ - em trai Tư Mã Ý)

|                        |                        |                        |                        |                        |                        |  |  |                      |                      |                      |                      |                      |                      |  |  |                               |                               |                               |                               |                               |                               |  |  |                           |                           |                           |                           |                           |                           |  |  |                                     |                                     |                                     |                                     |                                     |                                     |  |  |                        |                        |                        |                        |                        |                        |  |  | bát vương                   |                             |                             |                             |                             |                             |  |  |                                  |                                  |                                  |                                  |                                  |                                  |  |  |                                     |                                     |                                     |                                     |                                     |                                     |  |  |  |  |  |  |  |  |  |  |  |  |  |  |  |  |  |  |  |  |  |  |  |  |  |  |  |  |  |  |  |  |  |  |  |  |
|                        |                        |                        |                        |                        |                        |  |  |                      |                      |                      |                      |                      |                      |  |  |                               |                               |                               |                               |                               |                               |  |  |                           |                           |                           |                           |                           |                           |  |  |                                     |                                     |                                     |                                     |                                     |                                     |  |  |                        |                        |                        |                        |                        |                        |  |  | nhận nuôi                   |                             |                             |                             |                             |                             |  |  |                                  |                                  |                                  |                                  |                                  |                                  |  |  |                                     |                                     |                                     |                                     |                                     |                                     |  |  |  |  |  |  |  |  |  |  |  |  |  |  |  |  |  |  |  |  |  |  |  |  |  |  |  |  |  |  |  |  |  |  |  |  |
|                        |                        |                        |                        |                        |                        |  |  |                      |                      |                      |                      |                      |                      |  |  |                               |                               |                               |                               |                               |                               |  |  |                           |                           |                           |                           |                           |                           |  |  | Tư Mã Phòng                         |                                     |                                     |                                     |                                     |                                     |  |  |                        |                        |                        |                        |                        |                        |  |  |                             |                             |                             |                             |                             |                             |  |  |                                  |                                  |                                  |                                  |                                  |                                  |  |  |                                     |                                     |                                     |                                     |                                     |                                     |  |  |  |  |  |  |  |  |  |  |  |  |  |  |  |  |  |  |  |  |  |  |  |  |  |  |  |  |  |  |  |  |  |  |  |  |
|                        |                        |                        |                        |                        |                        |  |  |                      |                      |                      |                      |                      |                      |  |  |                               |                               |                               |                               |                               |                               |  |  |                           |                           |                           |                           |                           |                           |  |  |                                     |                                     |                                     |                                     |                                     |                                     |  |  |                        |                        |                        |                        |                        |                        |  |  |                             |                             |                             |                             |                             |                             |  |  |                                  |                                  |                                  |                                  |                                  |                                  |  |  |                                     |                                     |                                     |                                     |                                     |                                     |  |  |  |  |  |  |  |  |  |  |  |  |  |  |  |  |  |  |  |  |  |  |  |  |  |  |  |  |  |  |  |  |  |  |  |  |
|                        |                        |                        |                        |                        |                        |  |  |                      |                      |                      |                      |                      |                      |  |  |                               |                               |                               |                               |                               |                               |  |  |                           |                           |                           |                           |                           |                           |  |  |                                     |                                     |                                     |                                     |                                     |                                     |  |  |                        |                        |                        |                        |                        |                        |  |  |                             |                             |                             |                             |                             |                             |  |  |                                  |                                  |                                  |                                  |                                  |                                  |  |  |                                     |                                     |                                     |                                     |                                     |                                     |  |  |  |  |  |  |  |  |  |  |  |  |  |  |  |  |  |  |  |  |  |  |  |  |  |  |  |  |  |  |  |  |  |  |  |  |
|                        |                        |                        |                        |                        |                        |  |  |                      |                      |                      |                      |                      |                      |  |  |                               |                               |                               |                               |                               |                               |  |  | Tấn Tuyên đế Tư Mã Ý      | Tấn Tuyên đế Tư Mã Ý      | Tấn Tuyên đế Tư Mã Ý      | Tấn Tuyên đế Tư Mã Ý      | Tấn Tuyên đế Tư Mã Ý      | Tấn Tuyên đế Tư Mã Ý      |  |  |                                     |                                     |                                     |                                     |                                     |                                     |  |  |                        |                        |                        |                        |                        |                        |  |  |                             |                             |                             |                             |                             |                             |  |  | An Bình Hiến vương Tư Mã Phu     | An Bình Hiến vương Tư Mã Phu     | An Bình Hiến vương Tư Mã Phu     | An Bình Hiến vương Tư Mã Phu     | An Bình Hiến vương Tư Mã Phu     | An Bình Hiến vương Tư Mã Phu     |  |  | Đông Vũ Thành Đái hầu Tư Mã Quỳ     | Đông Vũ Thành Đái hầu Tư Mã Quỳ     | Đông Vũ Thành Đái hầu Tư Mã Quỳ     | Đông Vũ Thành Đái hầu Tư Mã Quỳ     | Đông Vũ Thành Đái hầu Tư Mã Quỳ     | Đông Vũ Thành Đái hầu Tư Mã Quỳ     |  |  |  |  |  |  |  |  |  |  |  |  |  |  |  |  |  |  |  |  |  |  |  |  |  |  |  |  |  |  |  |  |  |  |  |  |
|                        |                        |                        |                        |                        |                        |  |  |                      |                      |                      |                      |                      |                      |  |  |                               |                               |                               |                               |                               |                               |  |  | Tấn Tuyên đế Tư Mã Ý      | Tấn Tuyên đế Tư Mã Ý      | Tấn Tuyên đế Tư Mã Ý      | Tấn Tuyên đế Tư Mã Ý      | Tấn Tuyên đế Tư Mã Ý      | Tấn Tuyên đế Tư Mã Ý      |  |  |                                     |                                     |                                     |                                     |                                     |                                     |  |  |                        |                        |                        |                        |                        |                        |  |  |                             |                             |                             |                             |                             |                             |  |  | An Bình Hiến vương Tư Mã Phu     | An Bình Hiến vương Tư Mã Phu     | An Bình Hiến vương Tư Mã Phu     | An Bình Hiến vương Tư Mã Phu     | An Bình Hiến vương Tư Mã Phu     | An Bình Hiến vương Tư Mã Phu     |  |  | Đông Vũ Thành Đái hầu Tư Mã Quỳ     | Đông Vũ Thành Đái hầu Tư Mã Quỳ     | Đông Vũ Thành Đái hầu Tư Mã Quỳ     | Đông Vũ Thành Đái hầu Tư Mã Quỳ     | Đông Vũ Thành Đái hầu Tư Mã Quỳ     | Đông Vũ Thành Đái hầu Tư Mã Quỳ     |  |  |  |  |  |  |  |  |  |  |  |  |  |  |  |  |  |  |  |  |  |  |  |  |  |  |  |  |  |  |  |  |  |  |  |  |
|                        |                        |                        |                        |                        |                        |  |  |                      |                      |                      |                      |                      |                      |  |  |                               |                               |                               |                               |                               |                               |  |  |                           |                           |                           |                           |                           |                           |  |  |                                     |                                     |                                     |                                     |                                     |                                     |  |  |                        |                        |                        |                        |                        |                        |  |  |                             |                             |                             |                             |                             |                             |  |  |                                  |                                  |                                  |                                  |                                  |                                  |  |  |                                     |                                     |                                     |                                     |                                     |                                     |  |  |  |  |  |  |  |  |  |  |  |  |  |  |  |  |  |  |  |  |  |  |  |  |  |  |  |  |  |  |  |  |  |  |  |  |
|                        |                        |                        |                        |                        |                        |  |  |                      |                      |                      |                      |                      |                      |  |  | Tấn Cảnh đế Tư Mã Sư          | Tấn Cảnh đế Tư Mã Sư          | Tấn Cảnh đế Tư Mã Sư          | Tấn Cảnh đế Tư Mã Sư          | Tấn Cảnh đế Tư Mã Sư          | Tấn Cảnh đế Tư Mã Sư          |  |  | Tấn Văn đế Tư Mã Chiêu    | Tấn Văn đế Tư Mã Chiêu    | Tấn Văn đế Tư Mã Chiêu    | Tấn Văn đế Tư Mã Chiêu    | Tấn Văn đế Tư Mã Chiêu    | Tấn Văn đế Tư Mã Chiêu    |  |  | Nhữ Nam Văn Thành vương Tư Mã Lượng | Nhữ Nam Văn Thành vương Tư Mã Lượng | Nhữ Nam Văn Thành vương Tư Mã Lượng | Nhữ Nam Văn Thành vương Tư Mã Lượng | Nhữ Nam Văn Thành vương Tư Mã Lượng | Nhữ Nam Văn Thành vương Tư Mã Lượng |  |  | Triệu vương Tư Mã Luân | Triệu vương Tư Mã Luân | Triệu vương Tư Mã Luân | Triệu vương Tư Mã Luân | Triệu vương Tư Mã Luân | Triệu vương Tư Mã Luân |  |  |                             |                             |                             |                             |                             |                             |  |  | Thái Nguyên Liệt vương Tư Mã Côi | Thái Nguyên Liệt vương Tư Mã Côi | Thái Nguyên Liệt vương Tư Mã Côi | Thái Nguyên Liệt vương Tư Mã Côi | Thái Nguyên Liệt vương Tư Mã Côi | Thái Nguyên Liệt vương Tư Mã Côi |  |  | Cao Mật Văn Hiến vương Tư Mã Thái   | Cao Mật Văn Hiến vương Tư Mã Thái   | Cao Mật Văn Hiến vương Tư Mã Thái   | Cao Mật Văn Hiến vương Tư Mã Thái   | Cao Mật Văn Hiến vương Tư Mã Thái   | Cao Mật Văn Hiến vương Tư Mã Thái   |  |  |  |  |  |  |  |  |  |  |  |  |  |  |  |  |  |  |  |  |  |  |  |  |  |  |  |  |  |  |  |  |  |  |  |  |
|                        |                        |                        |                        |                        |                        |  |  |                      |                      |                      |                      |                      |                      |  |  | Tấn Cảnh đế Tư Mã Sư          | Tấn Cảnh đế Tư Mã Sư          | Tấn Cảnh đế Tư Mã Sư          | Tấn Cảnh đế Tư Mã Sư          | Tấn Cảnh đế Tư Mã Sư          | Tấn Cảnh đế Tư Mã Sư          |  |  | Tấn Văn đế Tư Mã Chiêu    | Tấn Văn đế Tư Mã Chiêu    | Tấn Văn đế Tư Mã Chiêu    | Tấn Văn đế Tư Mã Chiêu    | Tấn Văn đế Tư Mã Chiêu    | Tấn Văn đế Tư Mã Chiêu    |  |  | Nhữ Nam Văn Thành vương Tư Mã Lượng | Nhữ Nam Văn Thành vương Tư Mã Lượng | Nhữ Nam Văn Thành vương Tư Mã Lượng | Nhữ Nam Văn Thành vương Tư Mã Lượng | Nhữ Nam Văn Thành vương Tư Mã Lượng | Nhữ Nam Văn Thành vương Tư Mã Lượng |  |  | Triệu vương Tư Mã Luân | Triệu vương Tư Mã Luân | Triệu vương Tư Mã Luân | Triệu vương Tư Mã Luân | Triệu vương Tư Mã Luân | Triệu vương Tư Mã Luân |  |  |                             |                             |                             |                             |                             |                             |  |  | Thái Nguyên Liệt vương Tư Mã Côi | Thái Nguyên Liệt vương Tư Mã Côi | Thái Nguyên Liệt vương Tư Mã Côi | Thái Nguyên Liệt vương Tư Mã Côi | Thái Nguyên Liệt vương Tư Mã Côi | Thái Nguyên Liệt vương Tư Mã Côi |  |  | Cao Mật Văn Hiến vương Tư Mã Thái   | Cao Mật Văn Hiến vương Tư Mã Thái   | Cao Mật Văn Hiến vương Tư Mã Thái   | Cao Mật Văn Hiến vương Tư Mã Thái   | Cao Mật Văn Hiến vương Tư Mã Thái   | Cao Mật Văn Hiến vương Tư Mã Thái   |  |  |  |  |  |  |  |  |  |  |  |  |  |  |  |  |  |  |  |  |  |  |  |  |  |  |  |  |  |  |  |  |  |  |  |  |
|                        |                        |                        |                        |                        |                        |  |  |                      |                      |                      |                      |                      |                      |  |  |                               |                               |                               |                               |                               |                               |  |  |                           |                           |                           |                           |                           |                           |  |  |                                     |                                     |                                     |                                     |                                     |                                     |  |  |                        |                        |                        |                        |                        |                        |  |  |                             |                             |                             |                             |                             |                             |  |  |                                  |                                  |                                  |                                  |                                  |                                  |  |  |                                     |                                     |                                     |                                     |                                     |                                     |  |  |  |  |  |  |  |  |  |  |  |  |  |  |  |  |  |  |  |  |  |  |  |  |  |  |  |  |  |  |  |  |  |  |  |  |
|                        |                        |                        |                        |                        |                        |  |  |                      |                      |                      |                      |                      |                      |  |  |                               |                               |                               |                               |                               |                               |  |  |                           |                           |                           |                           |                           |                           |  |  |                                     |                                     |                                     |                                     |                                     |                                     |  |  |                        |                        |                        |                        |                        |                        |  |  |                             |                             |                             |                             |                             |                             |  |  |                                  |                                  |                                  |                                  |                                  |                                  |  |  |                                     |                                     |                                     |                                     |                                     |                                     |  |  |  |  |  |  |  |  |  |  |  |  |  |  |  |  |  |  |  |  |  |  |  |  |  |  |  |  |  |  |  |  |  |  |  |  |
|                        |                        |                        |                        |                        |                        |  |  |                      |                      |                      |                      |                      |                      |  |  |                               |                               |                               |                               |                               |                               |  |  |                           |                           |                           |                           |                           |                           |  |  |                                     |                                     |                                     |                                     |                                     |                                     |  |  |                        |                        |                        |                        |                        |                        |  |  |                             |                             |                             |                             |                             |                             |  |  |                                  |                                  |                                  |                                  |                                  |                                  |  |  |                                     |                                     |                                     |                                     |                                     |                                     |  |  |  |  |  |  |  |  |  |  |  |  |  |  |  |  |  |  |  |  |  |  |  |  |  |  |  |  |  |  |  |  |  |  |  |  |
|                        |                        |                        |                        |                        |                        |  |  |                      |                      |                      |                      |                      |                      |  |  |                               |                               |                               |                               |                               |                               |  |  | Tấn Vũ đế Tư Mã Viêm      | Tấn Vũ đế Tư Mã Viêm      | Tấn Vũ đế Tư Mã Viêm      | Tấn Vũ đế Tư Mã Viêm      | Tấn Vũ đế Tư Mã Viêm      | Tấn Vũ đế Tư Mã Viêm      |  |  |                                     |                                     |                                     |                                     |                                     |                                     |  |  |                        |                        |                        |                        |                        |                        |  |  | Tề Hiến vương Tư Mã Du      | Tề Hiến vương Tư Mã Du      | Tề Hiến vương Tư Mã Du      | Tề Hiến vương Tư Mã Du      | Tề Hiến vương Tư Mã Du      | Tề Hiến vương Tư Mã Du      |  |  | Hà Gian vương Tư Mã Ngung        | Hà Gian vương Tư Mã Ngung        | Hà Gian vương Tư Mã Ngung        | Hà Gian vương Tư Mã Ngung        | Hà Gian vương Tư Mã Ngung        | Hà Gian vương Tư Mã Ngung        |  |  | Đông Hải Hiếu Hiến vương Tư Mã Việt | Đông Hải Hiếu Hiến vương Tư Mã Việt | Đông Hải Hiếu Hiến vương Tư Mã Việt | Đông Hải Hiếu Hiến vương Tư Mã Việt | Đông Hải Hiếu Hiến vương Tư Mã Việt | Đông Hải Hiếu Hiến vương Tư Mã Việt |  |  |  |  |  |  |  |  |  |  |  |  |  |  |  |  |  |  |  |  |  |  |  |  |  |  |  |  |  |  |  |  |  |  |  |  |
|                        |                        |                        |                        |                        |                        |  |  |                      |                      |                      |                      |                      |                      |  |  |                               |                               |                               |                               |                               |                               |  |  | Tấn Vũ đế Tư Mã Viêm      | Tấn Vũ đế Tư Mã Viêm      | Tấn Vũ đế Tư Mã Viêm      | Tấn Vũ đế Tư Mã Viêm      | Tấn Vũ đế Tư Mã Viêm      | Tấn Vũ đế Tư Mã Viêm      |  |  |                                     |                                     |                                     |                                     |                                     |                                     |  |  |                        |                        |                        |                        |                        |                        |  |  | Tề Hiến vương Tư Mã Du      | Tề Hiến vương Tư Mã Du      | Tề Hiến vương Tư Mã Du      | Tề Hiến vương Tư Mã Du      | Tề Hiến vương Tư Mã Du      | Tề Hiến vương Tư Mã Du      |  |  | Hà Gian vương Tư Mã Ngung        | Hà Gian vương Tư Mã Ngung        | Hà Gian vương Tư Mã Ngung        | Hà Gian vương Tư Mã Ngung        | Hà Gian vương Tư Mã Ngung        | Hà Gian vương Tư Mã Ngung        |  |  | Đông Hải Hiếu Hiến vương Tư Mã Việt | Đông Hải Hiếu Hiến vương Tư Mã Việt | Đông Hải Hiếu Hiến vương Tư Mã Việt | Đông Hải Hiếu Hiến vương Tư Mã Việt | Đông Hải Hiếu Hiến vương Tư Mã Việt | Đông Hải Hiếu Hiến vương Tư Mã Việt |  |  |  |  |  |  |  |  |  |  |  |  |  |  |  |  |  |  |  |  |  |  |  |  |  |  |  |  |  |  |  |  |  |  |  |  |
|                        |                        |                        |                        |                        |                        |  |  |                      |                      |                      |                      |                      |                      |  |  |                               |                               |                               |                               |                               |                               |  |  |                           |                           |                           |                           |                           |                           |  |  |                                     |                                     |                                     |                                     |                                     |                                     |  |  |                        |                        |                        |                        |                        |                        |  |  |                             |                             |                             |                             |                             |                             |  |  |                                  |                                  |                                  |                                  |                                  |                                  |  |  |                                     |                                     |                                     |                                     |                                     |                                     |  |  |  |  |  |  |  |  |  |  |  |  |  |  |  |  |  |  |  |  |  |  |  |  |  |  |  |  |  |  |  |  |  |  |  |  |
| Tấn Huệ đế Tư Mã Trung | Tấn Huệ đế Tư Mã Trung | Tấn Huệ đế Tư Mã Trung | Tấn Huệ đế Tư Mã Trung | Tấn Huệ đế Tư Mã Trung | Tấn Huệ đế Tư Mã Trung |  |  | Sở Ẩn vương Tư Mã Vĩ | Sở Ẩn vương Tư Mã Vĩ | Sở Ẩn vương Tư Mã Vĩ | Sở Ẩn vương Tư Mã Vĩ | Sở Ẩn vương Tư Mã Vĩ | Sở Ẩn vương Tư Mã Vĩ |  |  | Trường Sa Lệ vương Tư Mã Nghệ | Trường Sa Lệ vương Tư Mã Nghệ | Trường Sa Lệ vương Tư Mã Nghệ | Trường Sa Lệ vương Tư Mã Nghệ | Trường Sa Lệ vương Tư Mã Nghệ | Trường Sa Lệ vương Tư Mã Nghệ |  |  | Thành Đô vương Tư Mã Dĩnh | Thành Đô vương Tư Mã Dĩnh | Thành Đô vương Tư Mã Dĩnh | Thành Đô vương Tư Mã Dĩnh | Thành Đô vương Tư Mã Dĩnh | Thành Đô vương Tư Mã Dĩnh |  |  | Ngô Hiếu vương Tư Mã Yến            | Ngô Hiếu vương Tư Mã Yến            | Ngô Hiếu vương Tư Mã Yến            | Ngô Hiếu vương Tư Mã Yến            | Ngô Hiếu vương Tư Mã Yến            | Ngô Hiếu vương Tư Mã Yến            |  |  | Tấn Hoài đế Tư Mã Sí   | Tấn Hoài đế Tư Mã Sí   | Tấn Hoài đế Tư Mã Sí   | Tấn Hoài đế Tư Mã Sí   | Tấn Hoài đế Tư Mã Sí   | Tấn Hoài đế Tư Mã Sí   |  |  | Tề Vũ Mẫn vương Tư Mã Quýnh | Tề Vũ Mẫn vương Tư Mã Quýnh | Tề Vũ Mẫn vương Tư Mã Quýnh | Tề Vũ Mẫn vương Tư Mã Quýnh | Tề Vũ Mẫn vương Tư Mã Quýnh | Tề Vũ Mẫn vương Tư Mã Quýnh |  |  |                                  |                                  |                                  |                                  |                                  |                                  |  |  |                                     |                                     |                                     |                                     |                                     |                                     |  |  |  |  |  |  |  |  |  |  |  |  |  |  |  |  |  |  |  |  |  |  |  |  |  |  |  |  |  |  |  |  |  |  |  |  |
| Tấn Huệ đế Tư Mã Trung | Tấn Huệ đế Tư Mã Trung | Tấn Huệ đế Tư Mã Trung | Tấn Huệ đế Tư Mã Trung | Tấn Huệ đế Tư Mã Trung | Tấn Huệ đế Tư Mã Trung |  |  | Sở Ẩn vương Tư Mã Vĩ | Sở Ẩn vương Tư Mã Vĩ | Sở Ẩn vương Tư Mã Vĩ | Sở Ẩn vương Tư Mã Vĩ | Sở Ẩn vương Tư Mã Vĩ | Sở Ẩn vương Tư Mã Vĩ |  |  | Trường Sa Lệ vương Tư Mã Nghệ | Trường Sa Lệ vương Tư Mã Nghệ | Trường Sa Lệ vương Tư Mã Nghệ | Trường Sa Lệ vương Tư Mã Nghệ | Trường Sa Lệ vương Tư Mã Nghệ | Trường Sa Lệ vương Tư Mã Nghệ |  |  | Thành Đô vương Tư Mã Dĩnh | Thành Đô vương Tư Mã Dĩnh | Thành Đô vương Tư Mã Dĩnh | Thành Đô vương Tư Mã Dĩnh | Thành Đô vương Tư Mã Dĩnh | Thành Đô vương Tư Mã Dĩnh |  |  | Ngô Hiếu vương Tư Mã Yến            | Ngô Hiếu vương Tư Mã Yến            | Ngô Hiếu vương Tư Mã Yến            | Ngô Hiếu vương Tư Mã Yến            | Ngô Hiếu vương Tư Mã Yến            | Ngô Hiếu vương Tư Mã Yến            |  |  | Tấn Hoài đế Tư Mã Sí   | Tấn Hoài đế Tư Mã Sí   | Tấn Hoài đế Tư Mã Sí   | Tấn Hoài đế Tư Mã Sí   | Tấn Hoài đế Tư Mã Sí   | Tấn Hoài đế Tư Mã Sí   |  |  | Tề Vũ Mẫn vương Tư Mã Quýnh | Tề Vũ Mẫn vương Tư Mã Quýnh | Tề Vũ Mẫn vương Tư Mã Quýnh | Tề Vũ Mẫn vương Tư Mã Quýnh | Tề Vũ Mẫn vương Tư Mã Quýnh | Tề Vũ Mẫn vương Tư Mã Quýnh |  |  |                                  |                                  |                                  |                                  |                                  |                                  |  |  |                                     |                                     |                                     |                                     |                                     |                                     |  |  |  |  |  |  |  |  |  |  |  |  |  |  |  |  |  |  |  |  |  |  |  |  |  |  |  |  |  |  |  |  |  |  |  |  |
|                        |                        |                        |                        |                        |                        |  |  |                      |                      |                      |                      |                      |                      |  |  |                               |                               |                               |                               |                               |                               |  |  |                           |                           |                           |                           |                           |                           |  |  | Tấn Mẫn Đế Tư Mã Nghiệp             |                                     |                                     |                                     |                                     |                                     |  |  |                        |                        |                        |                        |                        |                        |  |  |                             |                             |                             |                             |                             |                             |  |  |                                  |                                  |                                  |                                  |                                  |                                  |  |  |                                     |                                     |                                     |                                     |                                     |                                     |  |  |  |  |  |  |  |  |  |  |  |  |  |  |  |  |  |  |  |  |  |  |  |  |  |  |  |  |  |  |  |  |  |  |  |  |

Ngoài ra, phải kể tới Đông An công Tư Mã Do, Tân Dã công Tư Mã Hâm, Hoài Nam vương Tư Mã Doãn, Đông Bình vương Tư Mã Lâm, Phạm Dương vương Tư Mã Hổ.
Các vương tham chiến thuộc cả ba thế hệ, từ hàng chú của Tấn Vũ Đế tới hàng con em Vũ Đế. Hoàng tộc tự tàn hại nhau như kẻ thù, khi lửa chiến tranh của ngoại tộc li khai lan tới vẫn không lo dập tắt mà vẫn mải thanh trừng nhau. Vua Hán Triệu Lưu Thông khi diệt được nhà Tấn cũng phải ngạc nhiên hỏi Hoàng hậu Dương Hiến Dung - vốn là vợ cũ Tấn Huệ Đế, bị phế xuống dựng lên khỏi ngôi Hoàng hậu ba bốn lần - rằng: "Sao họ Tư Mã giết hại nhau nhiều thế?" Cuộc chiến bát vương châm ngòi cho ngọn lửa loạn Ngũ Hồ rồi sau đó là sự chia cắt Nam Bắc triều bùng cháy dữ dội và dai dẳng trong vòng gần 300 năm (304 - 589).